# Borgholzhausen
Borgholzhausen est une ville de Rhénanie-du-Nord-Westphalie (Allemagne), située dans l'arrondissement de Gütersloh, dans le district de Detmold, dans le Landschaftsverband de Westphalie-Lippe.